# مولاي أحمد خليل
مولاي أحمد الشيخ الخليل (مولود يوم 5 ديسمبر 1987 في مدينة الزويرات، شمال موريتانيا) المعروف بلقبه الأشهر «بسام» (اللقب الذي أُطلِق عليه تيمّناً بالشخصية الكرتونية «بسّام» في المسلسل الكرتوني الشهير الكابتن ماجد) هو لاعب كرة قدم موريتاني محترف. يلعب في مركز الجناح الأيسر مع نادي نواذيبو الموريتاني، ومع المنتخب الموريتاني الذي بدأ مسيرته الدولية رفقته عام 2013، قبل أن يعتزل اللعب نهاية عام 2021، ثم يعود عن اعتزاله بعدها بعام، وهو الهداف التاريخي للمنتخب، ويُعتبر على نطاق واسع أيقونة لكرة القدم الموريتانية وأحد أبرز نجوم منتخبها في الوقت الحالي، وأكثرهم شعبية وشهرة على الإطلاق.
بداية «بسّام» كانت عام 2013 مع نادي لكصر المنافس ضمن أندية الدوري الموريتاني الممتاز، وبعد تألّقه مع جمعية لكصر والمنتخب الموريتاني خاصة في بطولة إفريقيا للاعبين المحليين التي أقيمت في جنوب أفريقيا بداية عام 2014 انتقل بسّام للدوري الجزائري من بوابة نادي شبيبة القبائل، ثم لعب لاحقاً في الدوري اللبناني والليبي، قبل أن يعود بداية من عام 2018 لنادي نواذيبو الموريتاني الذي استمرّ معه لعدّة أشهر انتقل بعدها لنادي مستقبل قابس التونسي.

## المسيرة الاحترافية

### جمعية لكصر
بدأ بسام مسيرته مع نادي جمعية لكصر ليضمه مدرب منتخب موريتانيا آنذاك «باتريس نوفو» لمنتخب موريتانيا للمحليين الذي يخوض التصفيات المؤهلة لكأس افريقيا للمحليين، جنوب افريقيا 2014) وفي أول مشاركة له سجل بسام الهدف الأول لمنتخبه وصنع الثاني في إياب مباراة المرابطون مع السنيغال.

### شبيبة القبائل
بعد تألّق اللاعب في بطولة أمم أفريقيا للمحليين 2014 في جنوب أفريقيا تلقّى اللاعب عدّة عروض من أبرزها عرضٌ بلغت قيمته 200 ألف دولار، مع بعض الامتيازات من فريقٍ جنوب أفريقي حسب بعض المصادر، لكن اللاعب فضّل الانتقال لنادي شبيبة القبائل الجزائري بعد مفاوضات معه ومع ناديه لكصر قادها رئيس الشبيبة آنذاك محند شريف حناشي، والذي صرّح بأنه تابع اللاعب لمدّة شهرين، ووصفه بأنه يمتلك إمكانيات كبيرة، ما جعل النادي الكناري يضمّه بعقدٍ يمتدّ لموسمين. بأغلى صفقة بتاريخ الدوري الموريتاني. وبدأ مشواره مع الفريق الجزائري بشكل جيد، دخل به قلوب جماهير ناديه، لكن تألّقه سرعان خفت مع الوقت، خاصة بعد حادثة مقتل زميله في الفريق اللاعب الكاميروني ألبير إيبوسي على يد مشجعين متعصّبين، حيث أن الحادثة التي أودتْ بزميله وشريكه في هجوم الفريق تركتْ أثراً كبيراً في نفس اللاعب، ليضطر بعدها بسام لترك الفريق نهاية عام 2014.

### شباب قسنطينة
بعد تجربته في شبيبة القبائل تلقى بسام عدة عروض احترافية أخرى في أندية جزائرية وتونسية، لينضمّ شتاء 2015 لنادي النادي الرياضي القسنطيني (شباب قسنطينة) المنافس بدوري الدرجة الأولى الجزائري (الدرجة الممتازة) أيضاً بعقدٍ يمتدّ لسنتين، بناءً على اتفاق ثلاثي بين اللاعب وإدارة الفريق الذي كان لا يزال يمتلك سنة في عقده معه (شبيبة القبائل) وإدرة النادي القسنطيني الذي انتقل إلى صفوفه بموجب هذا الاتفاق، ليخوض مولاي أحمد خلال تجربته الاحترافية الثانية موسماً مقبولاً سجل خلاله ثلاثة أهداف، رغم جلوسه على مقاعد البدلاء في كثير من المباريات، لكنّه اضطرّ بعدها للرحيل عام 2016 عن النادي إثر فسخ عقده معه بموجب القرار الذي اتخذته اتحادية كرة القدم الجزائرية (فاف) بمنع استقدام اللاعبين الأجانب ضمن الأندية المحترفة.

### نادي سموحة
وبعد انفصال اللاعب عن ناديه الجزائري تمّ ترشيحه من قِبل أحد وكلاء اللاعبين للانضمام لنادي سموحة المصري منتصف شهر يوليو من العام 2016، وهو ما حدث فعلاً، حيث قام النادي السكندري بالتوقيع مع اللاعب في صفقة انتقال حر بعقدٍ يمتدّ لثلاث سنوات، وأُعلن عن الصفقة على يد رئيس النادي محمد فرج عامر الذي نشر الخبر عبر صفحته على الفيس بوك، ووصف بسّام بأنه سيكون مفاجأة الدوري المصري في ذلك الموسم. إلا أن النادي المصري عاد وفسخ العقد بعد عدة ساعات فقط من توقيعه بسبب فشل اللاعب في تجاوز الفحص الطبي الروتيني حسب النادي، حيث أُعلن بأن الفحص أكّد بأن اللاعب يُعاني من قصور في بعض وظائف القلب، ما منع إتمام الصفقة، لكن بسّام نفى ما أورده النادي وبعض الصحف المصرية وأكّد أنه بخير ولا يعاني من أيّ مشاكل صحية واستغرب تصريحات رئيس النادي، لأن الفحوصات التي أجراها في نواكشوط والجزائر والقاهرة أكّدتْ أنه بصحة جيدة، وذكر بأن النادي السكندري ألغى الاتفاق بسبب مشاكل مالية بين الطرفيْن.

وأعلن اللاعب بأنه سيرجع لبلاده رغم تلقّيه عرضاً من فريقٍ مصري آخر يلعب ضمن أندية الدرجة المصرية الممتازة.

### نادي الأنصار
يوم الأول من أغسطس عام 2016، وقّع بسام على عقد انضمامه لنادي الأنصار اللباني بحضور رئيس النادي نبيل بدر، وقد ارتبط الطرفان بعقد قابل للتجديد مدّته عام واحد، دون الإعلان عن قيمته المادية.

لكن اللاعب الموريتاني سرعان ما تعرّض لإصابة أبعدتْه عن الملاعب وأجبرته على ترك الفريق اللبناني الذي قام بفسخ العقد. أواخر العام 2016.

### نادي أفسي نواذيبو
وفي بداية عام 2017 رجع بسّام للدوري الموريتاني من بوابة نادي نواذيبو ليُشارك معه في النصف الثاني من الدوري الوطني، وارتبط الطرفان بعقدٍ كبيرٍ نسبياً، حسب بعض المصادر التي أشارت إلى أن راتب اللاعب بموجب العقد وصل لنحو 300 ألف أوقية في الشهر (نحو ألف دولار)، مع عدّة بنودٍ سرية تضمّنها العقد تتعلّق بالعروض التي يُفترض أن يتلقّاها اللاعب، وهو راتب قياسي مقارنة برواتب الدوري الموريتاني.

وتُوِّج بسام مع النادي البرتقالي بكأس رئيس الجمهورية. قبل أن يرحل للدوري الليبي من بوابة نادي هلال بنغازي، بعد نصف موسمٍ قضاه في نواذيبو.

### نادي هلال بنغازي
في سبتمبر عام 2017 اختار مولاي خليل التوقيع مع نادي الهلال الليبي مفضّلاً عرضه على عدّة عروضٍ تلقّاها من أندية مغربية. قبل أن يُقدِم النادي على تسريح اللاعب بعد فترة قصيرة بسبب أزمة مالية خانقة تعرّض لها الفريق.

### العودة لأفسي نواذيبو
وبعد فسخ تعاقده مع هلال بنغازي عاد بسّام من جديد بداية من عام 2018 لنادي افسي نواذيبو ليستكمل معه بقية الموسم، وتمّ استدعاؤه بعد عودته مباشرة ليُشارك مع منتخب بلاده موريتانيا للاعبين المحليين المشارِك في بطولة أمم إفريقيا (الشان)، والتي أُقيمت في بداية العام 2018 في المغرب.

### مستقبل قابس
في يوليو 2018 تعاقد نادي مستقبل قابس التونسي مع اللاعب بسام قادماً منا نادي نواذيبو بعد أشهر قليلة قضاها مع النادي البرتقالي، وارتبط بسّام مع النادي التونسي المنافس ضمن مصاف أندية الرابطة التونسية المحترفة الأولى لكرة القدم (الدرجة الأولى في تونس) بعقدٍ يمتدّ لموسمين، في صفقة انتقال حر، لينضمّ لزميله في المنتخب الموريتاني محمد عبد الله سوداني الذي انضمّ هو الآخر للنادي التونسي في نفس الصيف.

## المسيرة الدولية
بعد تألّق بسام مع نادي لكصر تعالت الأصوات المطالبة بضمّه للمنتخب الوطني الذي كان يخوض التصفيات النهائية المؤهّلة لكأس إفريقيا للاعبين المحلّيين، وبعد أن خاض المنتخب ذهاب التصفيات النهائية أمام منتخب السنغال في داكار وخسرها بهدف لصفر، تمّ استدعاء اللاعب من قِبل المدرب الفرنسي آنذاك للمنتخب باتريس نوفو للمرة الأولى من أجل مباراة الإياب التي أُقيمت في الملعبي الأولمبي بانواكشوط، ليُقدّم بسام أداءً استثنائياً ويُسجّل هدفاً ويصنع آخر لزميله، ويقود منتخب بلاده إلى النهائيات المقامة بجنوب أفريقيا آنذاك.

وخلال نهائيات «الشان» سجّل أيضاً هدفين في المباراة الأخيرة للمرابطون ضد المنتخب الغابوني، ليُعلن نفسه نجم اللقاء الأول، ويُختار كرجل المباراة، إلاّ أن الهدفين لم يكونا كافييْن لتأهّل المنتخب إلى الدوري الثاني بل حتى ليتجنّب الخروج بثلاث هزائم متتالية.

وبعد الخروج من «الشان» شارك بسّام مع المنتخب في تصفيات كأس إفريقيا 2015 في المغرب وساهم في تخطّي المنتخب للدور التمهيدي الأول، حيث سجّل هدف المنتخب الثاني في مباراة الإياب ضد منتخب موريشيوس.

ثمّ شارك بعدها معه في التصفيات الموالية (تصفيات الكان 2017)، وقدّم مستويات رائعة خلال التصفيات، مُسجّلاً ثلاثة أهداف ضمن ستةٍ سجّلها المنتخب طوال التصفيات، ما جعله من بين العشرة الأوائل في قائمة هدّافي التصفيات، مع نخبة مهاجمي القارة السمراء، أحد هذه الأهداف جاء في مرمى منتخب جنوب إفريقيا بعد مجهود فرديٍ رائع، جعل البعض يشبّهه بهدف الأسطورة مارادونا الشهير في مرمى المنتخب الإنجليزي في مونديال المكسيك 1986، ليُساهم في تحقيق منتخبه لفوزٍ تاريخي، اعتبره البعض الأهمّ في تاريخ المنتخب، ويتلقّى بسّام بسببه الكثير من المدح والثناء في وسائل الإعلام المختلفة.

ورغم ذلك فإن الأداء الذي وُصف بالمشرّف لزملاء بسّام لم يشفع لهم في التأهّل لبطولة "الكان" التي أُقيمت بالغابون، حيث حلّ ثانياً خلف المنتخب الكاميروني بسبع نقاط، بعد أن حقّق فوزيْن في التصفيات كان لبسّام الدور الأبرز فيهما؛ إذ سجّل هدف الاطمئنان في لقاء جنوب أفريقيا، وسجّل هدفيْ المنتخب في مباراة الفوز على غامبيا 2-1 بعد ذلك، ليتمّ اختياره في تلك الجولة ضمن أفضل تشكيلة في التصفيات الإفريقية إلى جانب نجومٍ كبار من طينة المصري محمد صلاح والجزائري إسلام سليماني، ويدخل التاريخ كأوّل لاعب موريتاني يحقّق هذا الإنجاز عبر التاريخ.

ثمّ كان لبسّام دورٌ بارزٌ في مشاركة المنتخب الموريتاني في التصفيات الأفريقية المؤهّلة لمونديال روسيا 2018، حيث سجّل هدفه الأوّل في مباراة العودة من الدور التمهيدي الأول التي كسبها المرابطون ضدّ منتخب جنوب السودان في نواكشوط برباعية نظيفة (بعد التعادل ذهاباً 1-1)، ليتأهّل للدور الثاني الذي خرج منه على يد المنتخب التونسي بعد الخسارة ذهاباً وإيابا بنتيجة 2-1، وكان بسّام هو من بصم على هدف منتخبه الوحيد في مباراة الإياب بملعب رادس في تونس العاصمة.

### أهداف المنتخب
أهداف اللاعب مع المنتخب الموريتاني الأول.
| الهدف | التاريخ        | الملعب                                  | الخصم        | النتيجة | النتيجة النهائية | المناسبة                                   |
| ----- | -------------- | --------------------------------------- | ------------ | ------- | ---------------- | ------------------------------------------ |
| 1.    | 20 يوليو 2013  | الملعب الأولمبي، نواكشوط، موريتانيا     | السنغال      | 1–0     | 2–0              | تصفيات بطولة إفريقيا للمحليين 2014         |
| 2.    | 5 يناير 2014   | تاكس ستاديوم، بريتوريا، جنوب إفريقيا    | موزمبيق      | ?       | 3–2              | مباراة ودية                                |
| 3.    | 5 يناير 2014   | تاكس ستاديوم، بريتوريا، جنوب إفريقيا    | موزمبيق      | ?       | 3–2              | مباراة ودية                                |
| 4.    | 22 يناير 2014  | ملعب فري ستيت، بلومفونتين، جنوب إفريقيا | الغابون      | 1–0     | 2–4              | بطولة أمم أفريقيا للمحليين 2014            |
| 5.    | 22 يناير 2014  | ملعب فري ستيت، بلومفونتين، جنوب إفريقيا | الغابون      | 2–1     | 2–4              | بطولة أمم أفريقيا للمحليين 2014            |
| 6.    | 20 أبريل 2014  | ملعب جورج الخامس، كوريبيب، موريشيوس     | موريشيوس     | 2–0     | 2–0              | تصفيات كأس الأمم الأفريقية لكرة القدم 2015 |
| 7.    | 5 سبتمبر 2015  | الملعب الأولمبي، نواكشوط، موريتانيا     | جنوب إفريقيا | 3–1     | 3–1              | تصفيات كأس إفريقيا 2017                    |
| 8.    | 13 أكتوبر 2015 | الملعب الأولمبي، نواكشوط، موريتانيا     | جنوب السودان | 1–0     | 4–0              | تصفيات كأس العالم 2018                     |
| 9.    | 17 نوفمبر 2015 | الملعب الأولمبي برادس، رادس، تونس       | تونس         | 1–1     | 1–2              | تصفيات كأس العالم 2018                     |
| 10.   | 25 مارس 2016   | الملعب الأولمبي، نواكشوط، موريتانيا     | غامبيا       | 1–0     | 2–1              | تصفيات كأس إفريقيا 2017                    |
| 11.   | 25 مارس 2016   | الملعب الأولمبي، نواكشوط، موريتانيا     | غامبيا       | 2–1     | 2–1              | تصفيات كأس إفريقيا 2017                    |
| 12.   | 24 مارس 2017   | الملعب الأولمبي، نواكشوط، موريتانيا     | بنين         | 1–0     | 1–0              | مباراة ودية                                |

## النشاطات والأعمال الخيرية
في مايو عام 2014 ظهر بسّام إلى جانب زميليْه في المنتخب آدما با وأحمد ولد احمدو وبعض المشاهير الموريتانيين في فيديو كليب غنائي أعدّه بعض الشباب الموريتانيين برعاية من شركة مشروبات محلّية يُظهر لقطات رقصٍ لبعض الشباب في مدينة نواكشوط تحت عنوان "We are HAPPY from Nouakchott" (نحن سعداء.. من نواكشوط) على إيقاع الأغنية الشهيرة «هابي» للمغني فاريل ويليامز، والتي انتشرت في تلك الآونة، وخرجت لها نسخٌ مماثلة في الكثير من بلدان العالم.

ويُعتبر بسام من أكثر لاعبي جيله في موريتانيا مساهمة في النشاطات الخيرية والإنسانية، ومن لفتاته التي لاقت صدى وارتياحاً لدى الشارع الرياضي الموريتاني زيارة مفاجئة قام بها اللاعب لقسم الأطفال في مستشفى السرطان، وقضاؤه وقتاً طويلاً مع الأطفال في المستشفى في نوفمبر من عام 2015.

وفي عام 2016 شارك بسّام أيضاً مع زميله في المنتخب أحمد ولد احمدو في نشاطٍ خيري نظّمته جمعية مرجل للتقاسم الخيرية (وهي جمعية خيرية مستقلّة) وُزِّعت من خلاله آلاف الوجبات من الطعام على بعض فقراء الأحياء الشعبية بالعاصمة الموريتانية نواكشوط بمناسبة شهر رمضان 1436 (2015).

## وصلات خارجية
- مولاي أحمد خليل على موقع قاعدة بيانات كرة القدم.إي يو (الإنجليزية)
- مولاي أحمد خليل على موقع ناشيونال فوتبول تيمز (الإنجليزية)
- مولاي أحمد خليل على موقع Soccerway.com (الإنجليزية)

مولاي احمد خليل - صفحة اللاعب على موقع كووورة 
صفحة اللاعب على موقع Transfermarket (الإنجليزية)